# Carl Morgenstern

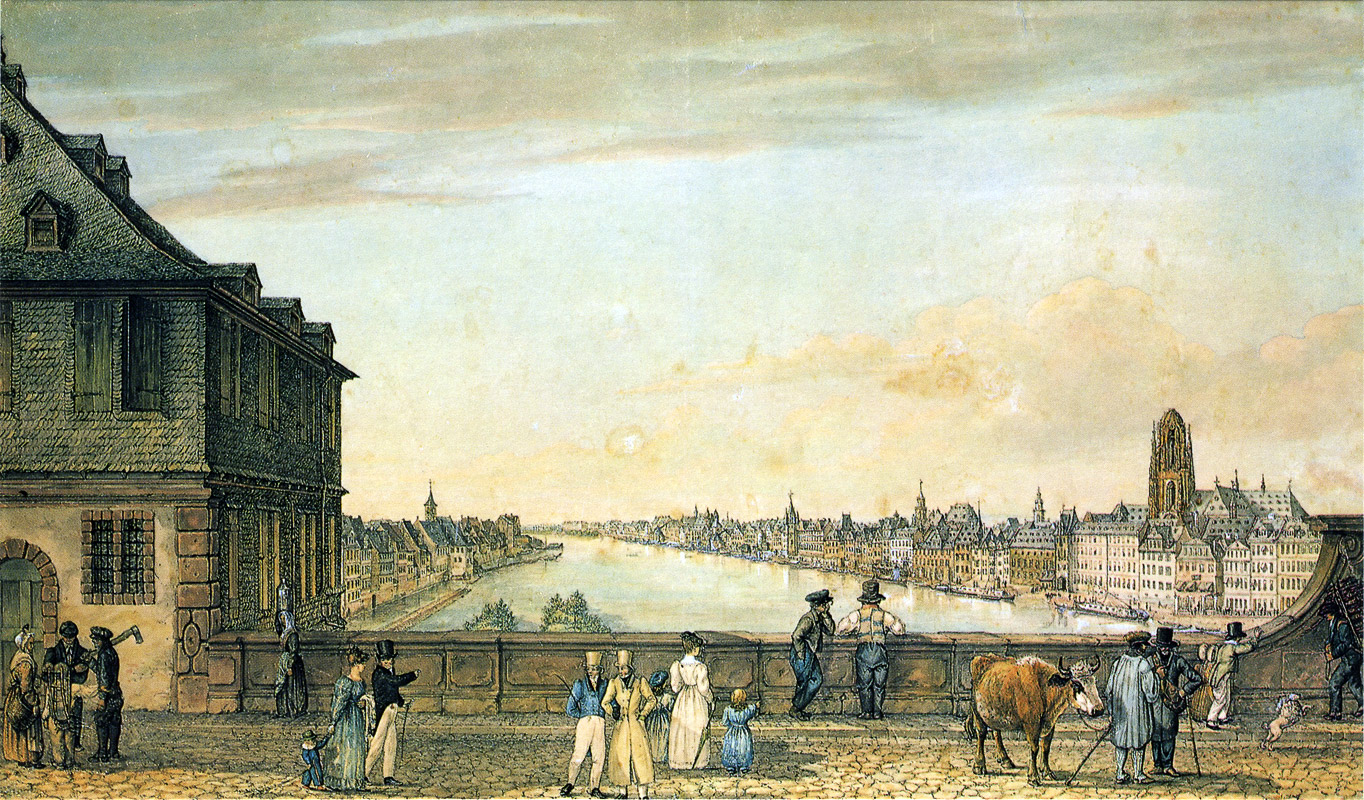
Prospettiva di Francoforte, 1828

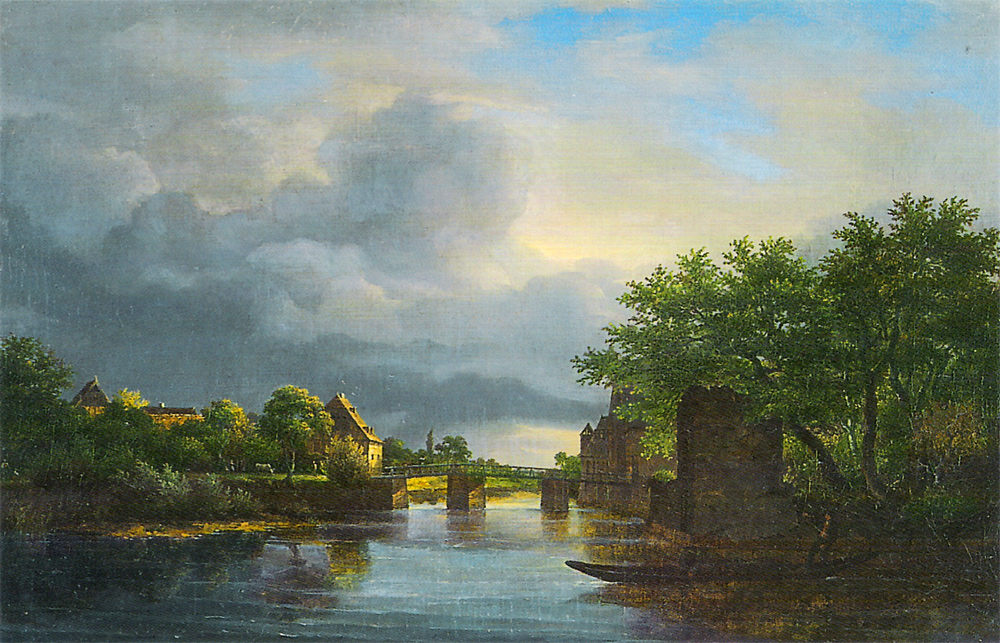
Il villaggio di Hausen, 1832

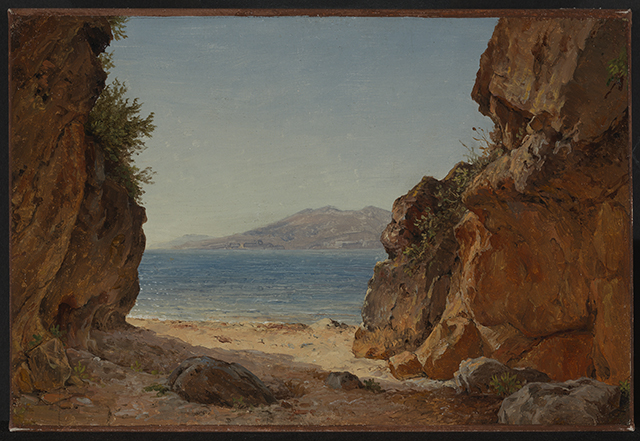
Nel Golfo della Spezia, 1841

Carl Morgenstern (Francoforte sul Meno, 25 ottobre 1811 – Francoforte sul Meno, 10 gennaio 1893) è stato un pittore tedesco.

## Biografia
Carl Morgenstern era figlio d'arte, in quanto figlio di Johann Friedrich e nipote di Johann Ludwig Ernst Morgenstern. Studia sotto la guida di suo padre, in particolare sui modelli olandesi. 

All'età di 21 anni, nel 1832, si reca a Monaco di Baviera e diviene allievo del pittore paesaggista Carl Anton Joseph Rottmann e di Christian Ernst Bernhard Morgenstern. 
Dal 1833 al 1834 viaggia per le Alpi austriache e bavaresi, mentre fino al 1837 soggiorna in Italia, in particolare a Roma. Qui visita i Colli Albani ed i Monti Sabini, poi si reca a Napoli ed in Sicilia. 
Nel 1837 fà ritorno a Francoforte.
Ad eccezione di brevi viaggi in Svizzera (1840,1849, 1851 e 1864), nella Riviera Ligure (1841), in Olanda (1843), in Francia (1844) e a Venezia (1846), Francoforte rimane la sua città di residenza.
Nel 1866 è nominato professore.
Negli ultimi anni dipinge principalmente paesaggi dell'area di Francoforte.
Il pittore paesaggista Friedrich Ernst Morgenstern (1853–1919) è stato suo figlio.

## Opere
A differenza dei suoi antenati che si limitarono ad imitare i soggetti olandesi del XVII secolo, Morgenstern dimostrò di essere un artista indipendente, venendo accostato al romanticismo e al realismo. Tra le sue opere più importanti vi è una veduta di Francoforte del 1850 commissionata dal Senato. Inoltre, la serie di dipinti commissionati per la collezione del conte Schack a Monaco gli valse una gran popolarità e molti dipinti ad olio realizzati in Italia, che non espose mai, oggi sono parte di collezioni di diversi musei tedeschi. I suoi dipinti paesaggisti sono considerati tra i migliori del XIX secolo.

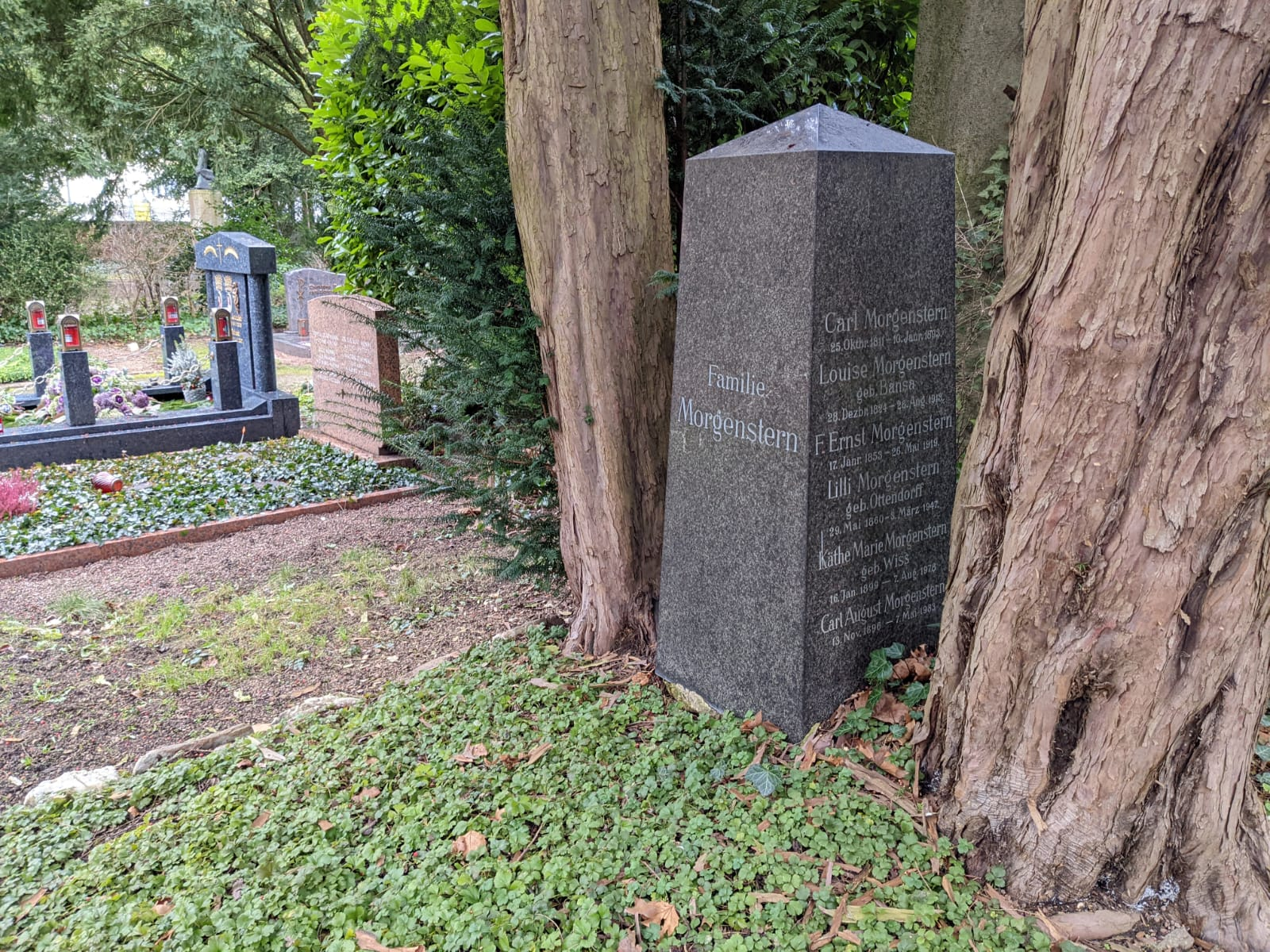
La tomba di Carl Morgenstern nel cimitero principale di Francoforte sul Meno, foto Fabrizio Borgia, 2022

## Altri progetti

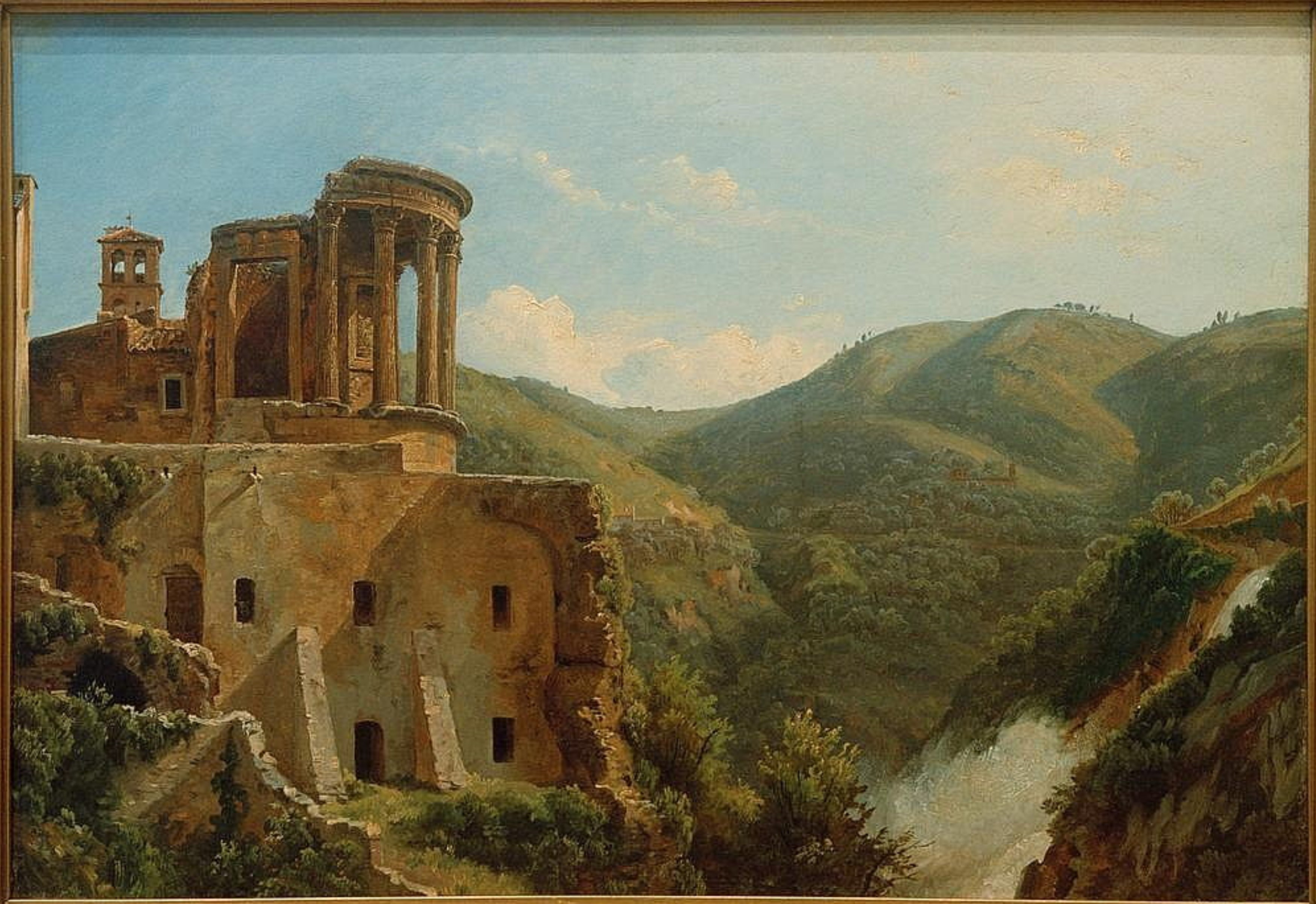
Tempio di Vesta a Tivoli, olio su tela, 1837, Städelsches Kunstinstitut, Francoforte sul Meno.